# Feel fine!
「Feel fine!」（フィール・ファイン）は、倉木麻衣の12作目のシングル。2002年4月24日にGIZA Studioから発売された。CDコードはGZCA-2037。

## 概要
オリコン週間チャートで初登場2位を獲得し、日本のアーティストとして初登場2位の回数が歴代1位となった。
「Feel fine!」はシーブリーズのCMソングに使用された。CMには倉木本人も出演している。プロモーションビデオが2種類あり、hillsパン工場Cafeで撮影されたCafe ver.では当時のGIZA studio所属アーティストであった、愛内里菜・上原あずみ・三枝夕夏やGARNET CROWの中村由利などが多数出演している。ちなみに、このプロモーション・ビデオ中で着ぐるみを着て踊っているのは作曲家の大野愛果である。曲中では、バイクの効果音を用いるなどしている。こちらのCafe ver.は発売当時は音楽番組などで放送されていたが、現在未商品化のままとなっている。
10周年を記念したベストアルバム『ALL MY BEST』をPRする際には、「Love, Day After Tomorrow」「Stay by my side」「Secret of my heart」「Stand Up」と共に紹介されていることから、この曲も代表曲として挙げられる。また、多くの彼女の紹介文書には以上4曲と当楽曲の合計5曲を代表曲として挙げられている。
累計売上枚数は60万枚。
2017年、La PomPonがカバー。

## 収録曲
1. Feel fine! (4:50)
  - 作詞：倉木麻衣　作曲・編曲：徳永暁人
2. Rescue Me (4:16)
  - 作詞：倉木麻衣・YOKO Black. Stone　作曲・編曲：YOKO Black. Stone
3. Mai-K Dub Edition 〜K.F.A. Discotheque Master Mix〜 (5:04)
4. Feel fine! 〜Instrumental〜 (4:50)

## 参加ミュージシャン
- 倉木麻衣：Vocals & Background Vocals (全曲)

Additional Musician
- 徳永暁人：Background Vocals (#1)
- 7th Beat：Background Vocals (#1)
- デイヴィッド・カールトン・ブラウン：Additional Voice (#1)
- YOKO B. Stone：Background Vocals (#2)

## タイアップ
- 資生堂 「シーブリーズ」CMソング。（#1）

## 収録アルバム
- FAIRY TALE（#1）
- GIZA studio Masterpiece BLEND 2002（#1）
- Wish You The Best（#1）
- GIZA studio 10th Anniversary Masterpiece BLEND 〜FUN Side〜（#1）
- ALL MY BEST（#1）
- MAI KURAKI BEST 151A -LOVE & HOPE-（#1）
- Mai Kuraki Single Collection 〜Chance for you〜（#1）